# دئگو بانک
دئگو بانک (به کره‌ای: 대구은행) شرکت هلدینگ بانک و خدمات مالی کره‌ای است، که در سال ۱۹۶۷ تأسیس شد.
شعبه مرکزی این بانک در شهر دئگو، کره جنوبی قرار دارد و بخشی از سهام آن در بازار بورس کره معامله می‌شود.